# 詹姆斯·霍尔 (体操运动员)
詹姆斯·罗伯特·霍尔（英語：James Robert Hall，1995年10月6日—），英国男子竞技体操运动员，2015年世界竞技体操锦标赛男子团体全能银牌得主、2022年世界竞技体操锦标赛男子团体全能铜牌得主。